# Tozinameran
Tozinameran pod kodnim nazivom BNT162b2, poznato kao cjepivo Pfizer – BioNTech COVID-19, a prodaje se pod robnom markom Comirnaty, je cjepivo protiv COVID-19, koje je BioNTech razvilo u suradnji s Pfizerom. To je i prvo cjepivo protiv COVID-19 koje je odobrilo strogo regulatorno tijelo za hitnu uporabu i prvo odobrenje za redovnu uporabu.
BioNTech je početni razvijač cjepiva, koji se udružio s Pfizerom za razvoj, logistiku, financije, nadgledanje kliničkih ispitivanja i za svjetsku proizvodnju, osim Kine, gdje je licencu za distribuciju i proizvodnju kupio Fosun, zajedno sa svojim ulaganje u BioNTech. Distribuciju u Njemačkoj i Turskoj vrši sam BioNTech.
Daje se intramuskularnom injekcijom. To je RNA cjepivo sastavljeno od nukleozidno modificirane mRNA koja kodira mutirani oblik proteina klasja SARS-CoV-2, koji je inkapsuliran u lipidne nanočestice. Za cijepljenje su potrebne dvije doze u razmaku od tri tjedna. Njegova sposobnost sprečavanja ozbiljne infekcije kod djece, trudnica ili osoba s oslabljenim imunitetom nije poznata, kao ni trajanje imunološkog učinka koji daje.
Ispitivanja su započela u travnju 2020 .; do studenog je cjepivo testirano na više od 40 000 ljudi. Privremena analiza podataka studije pokazala je potencijalnu učinkovitost od preko 90% u sprečavanju infekcije u roku od sedam dana od druge doze. Najčešće nuspojave uključuju blagu do umjerenu bol na mjestu uboda, umor i glavobolju. Od prosinca 2020. izvješća o ozbiljnim nuspojavama, poput alergijskih reakcija, bila su vrlo rijetka, a nisu zabilježene dugotrajne komplikacije.
U prosincu 2020. Tozinameran je bio na procjeni odobrenja za hitnu uporabu (EUA) za široku upotrebu od strane nekoliko medicinskih regulatora na globalnoj razini. Potrebno je hitno odobrenje jer su njegova klinička ispitivanja faze III još uvijek u tijeku: praćenje primarnih ishoda nastavit će se do kolovoza 2021., dok će se praćenje sekundarnih ishoda nastaviti do siječnja 2023. Ujedinjeno Kraljevstvo je prva zemlja koja je odobrila njegovu upotrebu u hitnim slučajevima. Ostale su zemlje slijedile u roku od tjedan dana. Do 20. prosinca više od pola milijuna ljudi u Britaniji primilo je cjepivo u sklopu svog nacionalnog programa cijepljenja. Od 21. prosinca 17 zemalja i Europska unija odobrile su tozinameran, cjepivo Pfizer – BioNTech, za hitnu upotrebu.
Pfizer je u studenom 2020. naznačio da bi 50 milijuna doza moglo biti dostupno globalno do kraja 2020., s oko 1,3 milijarde doza 2021. godine.
Pfizer je unaprijed zaključio kupoprodajne ugovore od oko 3 milijarde američkih dolara za osiguravanje licenciranog cjepiva u Sjedinjenim Državama, Europskoj uniji, Ujedinjenom Kraljevstvu, Japanu, Kanadi, Peruu i Meksiku. Distribucija i skladištenje cjepiva logistički je izazov jer ga treba čuvati na temperaturama između -80 i -60 ° C, do pet dana prije cijepljenja.

## Razvoj
Prije cjepiva protiv COVID, cjepivo protiv zarazne bolesti nikada prije nije proizvedeno u manje od nekoliko godina, a nije postojalo cjepivo za sprečavanje zaraze koronavirusom kod ljudi. Nakon otkrivanja koronavirusa u prosincu 2019. godine, razvoj BNT162b2 pokrenut je 10. siječnja 2020. godine, kada je kineski centar za kontrolu i prevenciju bolesti putem GISAID-a objavio genetske sekvence SARS-CoV-2,  pokretanje hitne međunarodne reakcije radi pripreme za izbijanje bolesti i ubrzavanja razvoja preventivnih cjepiva.
U siječnju 2020. njemačka biotehnološka tvrtka BioNtech započela je svoj program 'Lightspeed' za razvoj cjepiva protiv novog virusa COVID-19 na temelju već uspostavljene mRNA-tehnologije. Nekoliko varijanti cjepiva stvoreno je u njihovim laboratorijima u Mainzu, a 20 od njih predstavljeno je stručnjacima Instituta Paul-Ehrlich u Langenu. Ispitivanja faze I / II započeta su u Njemačkoj 23. travnja 2020., a u SAD-u 4. svibnja 2020., s četiri kandidata za cjepivo koja su ušla u klinička ispitivanja. Početno ključno ispitivanje faze II / III s kandidatom za glavno cjepivo 'BNT162b2' započelo je u srpnju. Rezultati III faze koji ukazuju na 95% učinkovitosti razvijenog cjepiva objavljeni su 18. studenog 2020.
BioNTech je u ožujku 2020. godine od Fosuna primio 135 milijuna američkih dolara ulaganja u zamjenu za 1,58 milijuna dionica BioNTecha i buduća razvojna i marketinška prava BNT162b2 u Kini, Hong Kongu, Makau i Tajvanu.
U rujnu 2020. njemačka vlada odobrila je BioNTech-u 375 milijuna eura (445 milijuna američkih dolara) za svoj program razvoja cjepiva COVID-19 u vrijeme kada je Pfizer financirao svoj dio troškova razvoja bez državnog financiranja. BioNTech je također dobio 100 milijuna eura (119 milijuna američkih dolara) za financiranje od Europske komisije i Europske investicijske banke, a sporazum o financiranju završen je u lipnju 2020.
Izvršni direktor Pfizera Albert Bourla izjavio je da se odlučio za uzimanje sredstava iz američke vlade Operacije Warp Speed za razvoj cjepiva "jer sam želio osloboditi naše znanstvenike svake birokracije koja dolazi s tim da moraju davati izvještaje i dogovarati se kako idemo trošiti novac paralelno ili zajedno itd. " Pfizer je zaključio sporazum sa SAD-om o eventualnoj distribuciji cjepiva, kao i s drugim zemljama.

### Klinička ispitivanja
Preliminarni rezultati kliničkih ispitivanja faze I – II na BNT162b2, objavljeni u listopadu 2020, ukazali su na potencijal njegove učinkovitosti i sigurnosti. Istog mjeseca, Europska agencija za lijekove (EMA) započela je periodični pregled BNT162b2.
Studija BNT162b2 kontinuirano je ispitivanje u fazi III od studenoga 2020. Riječ je o "randomiziranoj, placebo kontroliranom, slijepom promatraču, istraživanju doza, odabiru kandidata za cjepivo i ispitivanju učinkovitosti kod zdravih osoba". Istraživanjem u ranoj fazi utvrđena je sigurnost i razina doze za dva kandidata za cjepivo, a pokus se proširio sredinom 2020. godine kako bi se procijenila učinkovitost i sigurnost BNT162b2 u većem broju sudionika, dosegnuvši desetke tisuća ljudi koji su primali testna cijepljenja u više zemalja suradnja s Pfizerom i Fosunom.
Ispitivanje faze III procjenjuje sigurnost, djelotvornost, podnošljivost i imunogenost BNT162b2 na razini srednje doze (dvije injekcije odvojene po 21 dan) u tri dobne skupine: 12–15 godina, 16–55 godina ili više od 55 godina. Za odobrenje u EU, EMA je potvrdila ukupnu učinkovitost cjepiva od 95%.
| Krajnja točka                | Efikasnost cjepiva (95% interval) [%] |
| ---------------------------- | ------------------------------------- |
| Poslije prve doze            | 52.4 (29.5, 68.4)                     |
| Deset dana prije druge doze  | 86.7 (68.6, 95.4)                     |
| 2 do 7 dana nakon druge doze | 90.5 (61.0, 98.9)                     |
| ≥7 dana nakon druge doze     |                                       |
| Sveukupni rezultat           | 95.0 (90.0, 97.9)                     |
| 16 do 55 godina              | 95.6 (89.4, 98.6)                     |
| ≥55 godina                   | 93.7 (80.6, 98.8)                     |
| ≥65 godina                   | 94.7 (66.7, 99.9)                     |

Tekuće ispitivanje faze III, koje bi trebalo trajati od 2020. do 2022. godine, osmišljeno je kako bi se procijenila sposobnost BNT162b2 da spriječi ozbiljnu infekciju, kao i trajanje imunološkog učinka.

## Tehnologija
Tehnologija BioNTech za cjepivo BNT162b2 temelji se na korištenju nukleozidno modificirane mRNA (modRNA) koja kodira dio proteina klasova koji se nalazi na površini koronavirusa SARS-CoV-2 (COVID-19), što pokreće imunološki odgovor protiv infekcije proteinom virusa.
Kandidat za cjepivo BNT162b2 odabran je kao najperspektivniji među trojicom slične tehnologije koju je razvio BioNTech. Prije odabira BNT162b2, BioNTech i Pfizer proveli su ispitivanja faze I na BNT162b1 u Njemačkoj i Sjedinjenim Državama, dok je Fosun izveo ispitivanje faze I u Kini. U ovim studijama faze I pokazalo se da BNT162b2 ima bolji sigurnosni profil od ostala tri kandidata za BioNTech.

### Sekvenca
ModRNA sekvenca tozinamerana duga je 4.284 nukleotida, s molekularnom težinom od približno 1388 kDa. Sastoji se od kapice s pet glavnih mjesta; pet primarnih neprevedenih područja izvedenih iz slijeda humanog alfa globina; gen optimiziran za kodon proteina spike pune duljine SARS-CoV-2 (baze 55–3879), uključujući signalni peptid (baze 55–102) i dvije supstitucije prolina (K986P i V987P, označene kao „2P“) koji uzrokovati da šiljak usvoji prefuzijski stabiliziranu konformaciju smanjujući sposobnost fuzije membrane, povećavajući ekspresiju i stimulirajući neutralizirajuća antitijela; nakon čega slijede tri primarna neprevedena područja (baze 3880-4174) kombinirana iz AES i mtRNR1 odabranih za povećanu ekspresiju proteina i stabilnost mRNA; i poli (A) rep koji sadrži 30 adenozinskih ostataka, 10-nukleotidnu vezujuću sekvencu i 70 ostalih adenozinskih ostataka (baze 4175-4284). Slijed ne sadrži ostatke uridina; zamijenjeni su 1-metil-3′-pseudouridinom.

## Uporaba

### Ubrzana
Regulatorna agencija za lijekove i zdravstvene proizvode Ujedinjenog Kraljevstva (MHRA) dala je cjepivu "brzo privremeno regulatorno odobrenje za rješavanje značajnih javnozdravstvenih problema, poput pandemije", što je dopušteno prema Zakonu o lijekovima iz 1968. godine. prvo cjepivo protiv COVID-19 koje je odobreno za nacionalnu uporabu nakon provedenih velikih ispitivanja, i prvo cjepivo protiv mRNA koje je odobreno za uporabu na ljudima. Ujedinjeno Kraljevstvo tako je postalo prva zapadna zemlja koja je odobrila cjepivo COVID-19 za nacionalnu upotrebu, iako su neki stručnjaci kritizirali odluku o ubrzanom cjepivu.
8. prosinca 2020., Margaret "Maggie" Keenan (90) iz Fermanagh postala je prva osoba koja je primila cjepivo u Velikoj Britaniji. Do 20. prosinca 521 594 stanovnika Velike Britanije primilo je cjepivo u sklopu nacionalnog programa cijepljenja. 70% je bilo kod ljudi starijih od 80 godina.
U prosincu, nakon Ujedinjenog Kraljevstva, sljedeće zemlje ubrzale su postupke za odobravanje cjepiva Pfizer-BioNTech COVID-19 za upotrebu: Argentina, Bahrein, Kanada, Čile, Kostarika, Ekvador, Jordan, Kuvajt, Meksiko, Oman, Sjedinjene Države, Saudijska Arabija, Singapur, Irak, Izrael, Panama, Katar i Ujedinjeni Arapski Emirati.
Svjetska zdravstvena organizacija (WHO) odobrila ga je za hitne potrebe.
U Sjedinjenim Državama, odobrenje za hitnu uporabu (EUA) "mehanizam je koji olakšava dostupnost i upotrebu medicinskih protumjera, uključujući cjepiva, tijekom hitnih slučajeva u javnom zdravstvu, poput trenutne pandemije COVID-19", navodi FDA. Nakon izdavanja EUA, očekuje se da će BioNTech i Pfizer nastaviti fazu III kliničkog ispitivanja kako bi se finalizirali podaci o sigurnosti i djelotvornosti, što dovodi do zahtjeva za licencu (odobrenje) cjepiva u Sjedinjenim Državama. Savjetodavni odbor za imunizacijske prakse (ACIP) Američkih centara za kontrolu i prevenciju bolesti (CDC) odobrio je preporuke za cijepljenje osoba starijih od 16 godina.

### Standardna
Švicarska agencija za terapijske proizvode (Swissmedic) odobrila je 19. prosinca 2020. cjepivo Pfizer-BioNTech COVID-19 za redovnu uporabu, dva mjeseca nakon zaprimanja zahtjeva, navodeći da je cjepivo u potpunosti udovoljavalo zahtjevima sigurnosti, djelotvornosti i kvalitete. Ovo je prvo odobrenje prema standardnom postupku, jer švicarski zakoni ne dopuštaju hitna odobrenja. 23. prosinca stanovnica Lucerna, 90-godišnjakinja, postala je prva osoba koja je primila cjepivo u Švicarskoj. To je označilo početak masovnog cijepljenja u kontinentalnoj Europi.
21. prosinca 2020. Odbor za lijekove za humanu upotrebu (CHMP) Europske agencije za lijekove (EMA) preporučio je davanje uvjetnog odobrenja za stavljanje tozinamerana u promet. Preporuku je prihvatila Europska komisija istog dana.

## Neželjeni događaji
Profil štetnih učinaka tozinamerana sličan je profilu bilo kojeg standardnog cjepiva za odrasle. Tijekom kliničkih ispitivanja, jedine nuspojave za koje se smatralo da su vrlo česte bile su (redoslijedom učestalosti): bol i oteklina na mjestu injekcije, umor, glavobolja, bolovi u mišićima, hladnoća, bolovi u zglobovima i vrućica. Groznica je bila češća nakon druge doze. Ti su učinci predvidljivi i za očekivati ih, a posebno je važno da ljudi toga budu svjesni kako bi spriječili kolebanje cjepiva.
Kao rezultat dva primatelja cjepiva koja su imala ozbiljne anafilaktičke reakcije, britanska Regulatorna agencija za lijekove i zdravstvene proizvode (MHRA) savjetovala je 9. prosinca 2020. da ljudi koji imaju povijest "značajne" alergijske reakcije ne smiju primati Pfizer-BioNTech COVID -19 cjepiva. Dana 12. prosinca kanadski regulator slijedio je njihov primjer, napominjući da: "Obje su osobe u Velikoj Britaniji imale povijest teških alergijskih reakcija i nosile su automatske injektore adrenalina. Oboje su liječeni i oporavili su se."
Od 18. prosinca američki Centri za kontrolu i prevenciju bolesti (CDC) izjavili su da je u njihovoj nadležnosti zabilježeno šest slučajeva "teške alergijske reakcije" iz više od 250 000 cijepljenja, a od tih šest samo je jedna osoba imala "povijest reakcije cijepljenja ".

## Proizvodnja
Pfizer proizvodi cjepivo u vlastitim pogonima u trostupanjskom procesu. Prva faza, koja se provodi u maloj pilotskoj tvornici u St. Louisu, uključuje molekularno kloniranje DNA plazmida koji kodiraju protein klas kroz njihovo unošenje u bakterije Escherichia coli. Nakon četiri dana rasta, bakterije se ubijaju i otvaraju, a sadržaj njihovih stanica pročišćava se kroz tjedan i pol da bi se dobio željeni DNK proizvod. DNA se čuva u malim bočicama i zamrzava za otpremu. Sigurni i brzi transport DNK u ovoj je fazi toliko važan da je Pfizer za pomoć koristio svoj mrežni avion i helikopter.
Druga se faza provodi u pogonima u Andoveru, Massachusetts, i u Njemačkoj. DNA se koristi kao predložak za izgradnju željenih mRNA lanaca. Jednom kad se mRNA stvori i pročisti, zamrzava se u plastičnim vrećama veličine približno velike vreće za kupovinu, od kojih svaka može sadržavati do 5 do 10 milijuna doza. Vreće se postavljaju na posebne police na kamionima koji ih prevoze do sljedeće tvornice.
Treća faza se provodi u pogonima u Kalamazoou u Michiganu i Puursu u Belgiji. Ova faza uključuje kombiniranje mRNA s lipidnim nanočesticama, zatim punjenje bočica, boks bočica i njihovo zamrzavanje. Podružnica Croda International Avanti Polar Lipids osigurava potrebne lipide. Od studenog 2020. glavno usko grlo u proizvodnom procesu bilo je kombiniranje mRNA s lipidnim nanočesticama.

## Unaprijeđene narudžbe i logistika
Pfizer je u svom priopćenju za tisak 9. studenoga naznačio da bi 50 milijuna doza moglo biti dostupno do kraja 2020., a oko 1,3 milijarde doza bilo bi osigurano globalno do 2021. U srpnju 2020. godine program za razvoj cjepiva Operacija Warp Speed dao je Pfizeru unaprijed narudžbu od 1,95 milijardi američkih dolara za proizvodnju 100 milijuna doza cjepiva COVID-19 za uporabu u Sjedinjenim Državama ako se pokaže da je cjepivo sigurno i učinkovito.
Pfizer ima ugovore o isporuci 300 milijuna doza Europskoj uniji, 120 milijuna doza Japanu, 40 milijuna doza (10 milijuna prije 2021) Ujedinjenom Kraljevstvu, 20 milijuna doza Kanadi,  i 34,4 milijuna doza u Meksiko. Fosun također ima sporazume o isporuci 10 milijuna doza u Hong Kong i Makao. Vlada Hong Konga rekla je da će primiti prvu seriju od milijun doza do prvog kvartala 2021.
BioNTech i Fosun dogovorili su se da će kontinentalnoj Kini 2021. opskrbiti seriju od 100 milijuna doza, podložno regulatornom odobrenju. Početna opskrba isporučivat će se iz proizvodnih pogona tvrtke BioNTech u Njemačkoj.
Cjepivo se isporučuje u bočicama koje jednom razrijeđene sadrže 2,25 ml cjepiva (0,45 ml smrznutog plus 1,8 ml razrjeđivača). Prema oznakama na bočici, svaka bočica sadrži pet doza od 0,3 ml, međutim višak cjepiva može se upotrijebiti za 1, ili možda 2 dodatne doze. Za dobivanje dodatnih doza poželjnija je upotreba štrcaljki s malim prostorom, a djelomične doze unutar bočice treba odbaciti. Talijanska agencija za lijekove službeno je odobrila uporabu viška doza preostalih u pojedinačnim bočicama.
Logistika u zemljama u razvoju koje imaju predbilježbe s Pfizerom - poput Ekvadora i Perua - i dalje je nejasna. Čak i zemlje s visokim dohotkom imaju ograničeni kapacitet hladnog lanca za ultrahladni transport i skladištenje cjepiva koje se razgrađuje u roku od pet dana kada se odmrzne i potrebna su dva pucanja u razmaku od tri tjedna. Cjepivo treba čuvati i transportirati na ultrahladnim temperaturama između -80 i -60 ° C. Šef indonezijske Bio Farme Honesti Basyir izjavio je da kupnja cjepiva ne dolazi u obzir za četvrtu najmnogoljudniju zemlju na svijetu, s obzirom na to da nije imala potrebne sposobnosti hladnog lanca. Slično tome, postojeća indijska mreža hladnih lanaca može podnijeti samo temperature između 2 i 8 ° C, daleko iznad zahtjeva cjepiva.
U siječnju 2021. Pfizer Inc. i BioNTech SE ponudili su isporuku 50 milijuna doza COVID-19 cjepiva za zdravstvene radnike širom Afrike između ožujka i kraja 2021., po sniženoj dozi od 10 dolara.